# Fleischrote Rosskastanie
Die Fleischrote Rosskastanie, auch Rotblühende Rosskastanie, Purpurkastanie (Aesculus × carnea, Syn.: Aesculus rubicunda), gelegentlich irreführend Rote Rosskastanie genannt, ist ein in Mitteleuropa häufig in Parks gepflanzter Laubbaum aus der Gattung der Rosskastanien (Aesculus). Es handelt sich dabei um eine Hybride zwischen der von der Balkanhalbinsel stammenden Gewöhnlichen Rosskastanie (Aesculus hippocastanum) und der nordamerikanischen Roten Rosskastanie (Aesculus pavia).

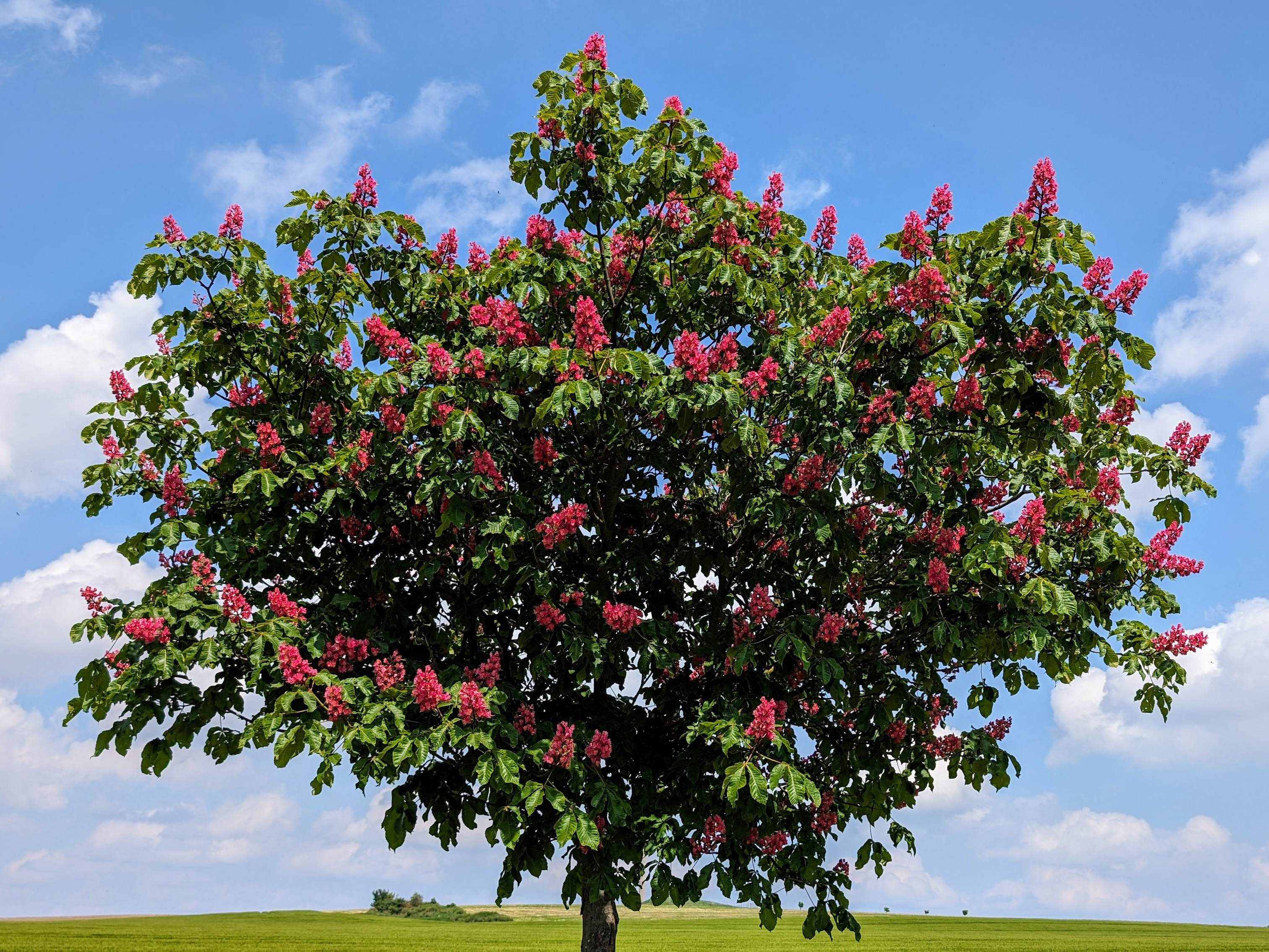
Rote Kastanie

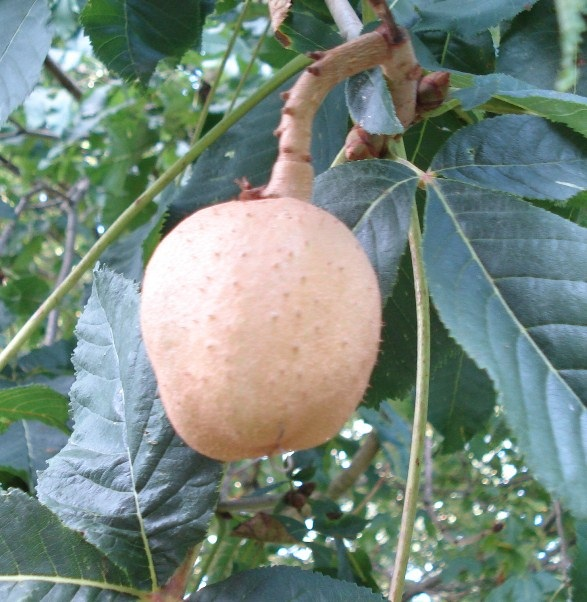
Frucht der fleischroten Rosskastanie

Die Fleischrote Rosskastanie ist eine 1818 erstmals beobachtete fruchtbare Hybride; sie bildet keimfähige Samen.

## Beschreibung
Dieser sommergrüne Baum erreicht Wuchshöhen bis 22 Meter und Stammdurchmesser bis etwa 60 Zentimeter und ist relativ schwachwüchsig und kurzlebig. Als Parkbaum wird er deshalb meistens hochstämmig auf die Gewöhnliche Rosskastanie veredelt. Die Krone ist gewölbt bis kugelig und dicht verzweigt. Die Rinde ist anfangs dunkelgrün, später rötlichbraun mit vielen Lentizellen; oft bilden sich Maserknollen. Die Rinde der Zweige ist hell grünlichgrau bis rötlichgrau mit auffälligen orangefarbenen Lentizellen. 
Die gegenständigen und zusammengesetzten, gefingerten Laubblätter sind dunkler und kleiner als die der Gewöhnlichen Rosskastanie. Der Blattstiel ist bis 23 cm lang. Die Blättchen sind verkehrt-eiförmig bis elliptisch und 8 bis 15 Zentimeter lang und der Rand ist gekerbt bis gesägt. Im Gegensatz zur Gemeinen Rosskastanie verfärben sich die Blätter im Herbst kaum.
Aesculus × carnea ist trimonözisch. Die trüb hellroten Blüten stehen in einem endständigen, reichblütigen, 12 bis 20 Zentimeter langen und oft gemischtgeschlechtlichen rispigen Blütenstand. Die Blütezeit liegt in Mitteleuropa etwa in der zweiten Maihälfte. Die gestielten und vier- bis fünfzähligen Blüten sind funktionell eingeschlechtlich oder zwittrig mit doppelter Blütenhülle. Es ist jeweils ein Diskus vorhanden.
Die kugeligen Kapselfrüchte sind glatt oder nur wenig bestachelt; sie sind mit 3 bis 4 Zentimetern etwas kleiner als bei der Gewöhnlichen Rosskastanie. In der Frucht befinden sich zwei bis drei kleine mattbraune Samen.
Die Chromosomenzahl beträgt 2n = 80.

## Zuchtformen
Von der Fleischroten Rosskastanie gibt es einige Zuchtformen (Auswahl):
- Aesculus × carnea 'Briotii': Diese Form entstand 1858 in Frankreich. Sie ist wuchsfreudiger als der Typ. Die Blätter sind glänzender; vor allem aber sind die in etwa 15 cm langen Rispen stehenden Blüten viel dunkler; ihre Farbe ist leuchtend blutrot. Vor allem wegen des attraktiveren Aussehens wird diese Form gegenüber dem Typ als Straßen- und Parkbaum klar bevorzugt.
- Aesculus × carnea var. plantierensis (Syn.: Aesculus × plantierensis André) mit hellroter Blütenfarbe
- Aesculus × carnea var. purpurea  mit intensiv purpurner